# Lannéanou
Lannéanou é uma comuna francesa na região administrativa da Bretanha, no departamento Finisterra. Estende-se por uma área de 16,23 km². Em 2010 a comuna tinha 371 habitantes (densidade: 22,9 hab./km²).